# خدمات گذرنامه‌ای

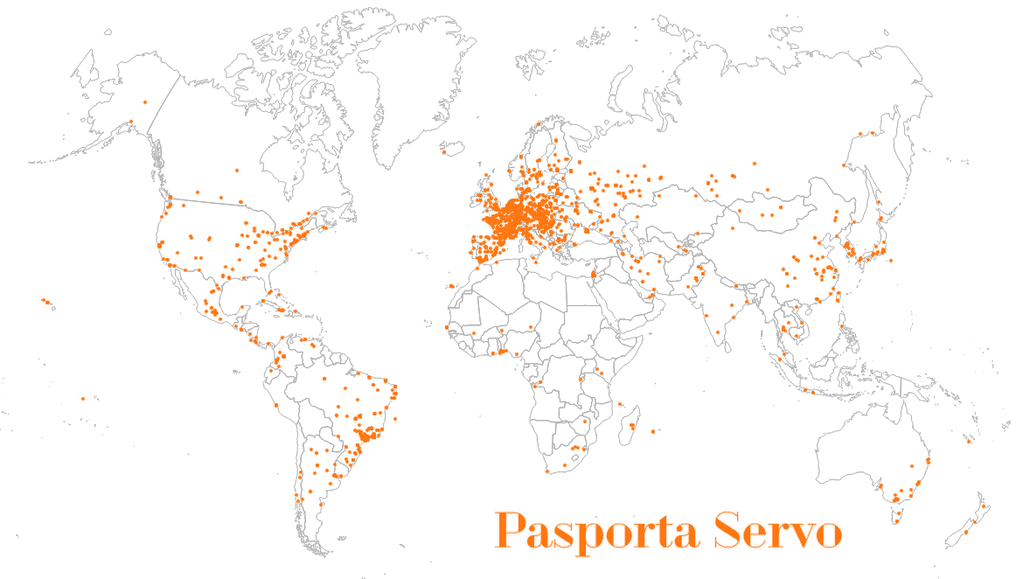
خدمات گذرنامه‌ای(اسپرانتویو)

خدماتِ گذرنامه‌ای (به اسپرانتو: Pasporta Servo) ازجمله خدماتی است که اسپرانتودانان یا اسپرانتیست‌های جهان - از هر کشوری که باشند - می‌توانند از آن بهره‌مند گردند. به عبارت دیگر، هر کسی که زبان بین‌المللی اسپرانتو را، که زبانی آسان و منطقی است، فرابگیرد، قادر به بهره بردن از این خدمات است. این سرویس، که در خدمتِ مسافرانِ اسپرانتودان جهان است، توسط تِیُ (TEJO) یا همان سازمان جهانیِ جوانان اسپرانتودان ارائه می‌گردد.
در چارچوب این سرویس، که از سال ۱۹۷۴ در دنیا وجود دارد، هم‌اکنون اسپرانتودان‌هایی در بیش از ۹۰ کشور جهان، آمادهٔ پذیرش مسافران اسپرانتودان در خانهٔ خود، چه برای گذراندن یک شب و چه برای مدتی طولانی‌تر، هستند. محل خواب رایگان، ضمانت می‌شود؛ اغذیهٔ احتمالی، بستگی به توافق با شخص میهمان‌کننده یا مهمان‌پذیر (به اسپرانتو: gastiganto) دارد. این سرویس، به‌خصوص مورد استفادهٔ جوانان و دانشجویان است که معمولاً متمول نبوده و احتیاجی هم به هتل‌های تجملی یا لوکس ندارند. در مقابل این خدمت داوطلبانه، شخص میهمان‌کننده این فرصت را خواهدداشت تا با افراد خارجی ملاقات کرده و از بهره بردن از تسلط خود بر زبانِ زبان فراساختهی موردِ علاقه‌اش، زبان اسپرانتو، برای تبادل آسان افکار و تجارب، دربارهٔ متنوع‌ترین موضوعات مورد علاقهٔ مشترک، لذت ببرد.

### سانسور
وبسایت این سازمان در ایران فیلتر شده است.